# کاترین یاکوبسدوتیر
کاترین یاکوبسدوتیر (ایسلندی: Katrín Jakobsdóttir؛ زادهٔ ۱ فوریهٔ ۱۹۷۶) سیاستمدار اهل ایسلند است که از ۳۰ نوامبر ۲۰۱۷ تا ۹ آوریل ۲۰۲۴ به‌عنوان نخست‌وزیر ایسلند فعالیت می‌کرد. او پس از یوهانا سیگورداردوتیر، دومین نخست‌وزیر زن در تاریخ ایسلند به‌شمار می‌رود.
در ۵ آوریل ۲۰۲۴، کاترین اعلام کرد که از سمت نخست‌وزیری و ریاست جنبش چپ-سبز ایسلند استعفا می‌دهد. وی در انتخابات ریاست‌جمهوری ایسلند ۲۰۲۴ نامزد شد اما از رقیبش، هالا توماسدوتیر شکست خورد.
او از نوامبر ۲۰۱۷ تا آوریل ۲۰۲۴ نخست‌وزیر ایسلند و از سال ۲۰۰۹ تا ۲۰۱۳ وزیر آموزش، علم و فرهنگ ایسلند بوده است.